# The Law
The Law war eine kurzlebige britische Rockband, die 1991 um Sänger Paul Rodgers (ex-Free, Bad Company, The Firm) und Drummer Kenney Jones (ex-Small Faces, Faces, The Who) gegründet wurde. Sie wurden von den Studiomusikern John Staehely (Gitarre) und Bassist Pino Palladino (Bass) begleitet. Die Band verpflichtete wechselnde Gastmusiker, darunter David Gilmour, Bryan Adams und Chris Rea.
1991 erschien ihr Album „The Law“, das zwar den Hit „Laying Down The Law“ enthielt, selbst aber kommerziell enttäuschte. Der Titel „Miss You in a Heartbeat“ war später ein Hit für Def Leppard.
Die Aufnahmen zu einem zweiten Album wurden nicht mehr veröffentlicht, kursieren aber als Bootleg unter dem Namen „The Law II“.

## Diskografie
- The Law (1991)
- The Law II (unveröffentlicht, als Bootleg verbreitet)